# Bridge (Joey Cape)
Bridge è il primo lavoro solista di Joey Cape cantante dei Lagwagon ed è interamente acustico. L'album è stato registrato in varie riprese tra il 2007 e il 2008 e comprende pezzi scritti con the Playing Favorites (The Ramones are dead), Lagwagon (Memoirs and Landmines, B side, Errands, Mission Unaccomplished) e altri con gli Afterburner (Canoe e Non Sequitur). Anche gli studi di registrazione son diversi, ma gran parte del lavoro è stato fatto nel suo homestudio. Il nome Bridge (letteralmente Ponte) è stato scelto come metafora di cambiamento che a detta dello stesso Cape non è permanente, ma sarà continuo. L'album è stato presentato in anteprima al "Chez Exo" a Quebec (Canada) in una data esclusiva alla quale si poteva assistere solo tramite invito. We're not in love anymore fu originariamente scritta per i Bad Astronaut (successivamente sostituita da Violet) con il nome di "The things needed to be said". La canzone è stata variata anche dalla versione acustica pubblicata da Cape nel proprio space.
5 brani sono stati reinterpretati da Cape con i Lagwagon nell'album I Think My Older Brother Used to Listen to Lagwagon. The Ramones are dead fa parte anche della versione giapponese del disco i Remember When I Was Pretty dei the Playing Favorites, la band ha successivamente registrato una versione non acustica del brano per un Ep. Canoe e Non Sequitur fanno sono state scritte e registrate con Todd Capps per la side-project band Afterburner. Il testo di Gun it, no Don't fu scritto in seguito alla morte di Derrick Plourde nel 2005.

## Tracce
1. The Ramones Are Dead
2. Errands
3. We're Not In Love Anymore
4. Canoe
5. B Side
6. Memoirs and Landmines
7. Non Sequitur
8. No Little Pill
9. Mission Unaccomplished
10. Gun it, No Don't
11. Who We've Become
12. Home

## Strumentisti
- Joey Cape - Voce, chitarra, tastiera, percussioni, batteria basso
- Todd Capps - Cori, tastiera, loops